# Luna Petunia
Luna Petunia (Originaltitel: Cirque du Soleil Luna Petunia) ist eine kanadisch-amerikanische Animationsserie für Vorschulkinder, die seit 2016 produziert und auf Netflix ausgestrahlt wird. Die Serie, die sich rund um die Welt von Luna Petunia dreht, wurde von den Bühnenshows der kanadischen Varieté-Truppe Cirque du Soleil inspiriert.

## Handlung
Das Mädchen Luna Petunia wächst in einem Traumland mit Fabelwesen und Magie auf. Dort erlebt sie viele Abenteuer und lernt, wie sich einzelne scheinbar unmögliche Situationen doch lösen lassen. Die jungen Zuschauer sollen dadurch lernen, an sich selbst zu glauben und die Möglichkeiten ihres Körpers und Geists auszuschöpfen.

## Produktion und Veröffentlichung
Die Serie wird seit 2016 in kanadisch-amerikanischer Kooperation für Netflix produziert. Dabei sind bisher zwei Staffeln mit 16 Folgen entstanden. Erstmals wurde die Serie am 9. Dezember 2016 ausgestrahlt.

## Episodenliste

### Staffel 1
| Nr. | deutscher Titel                                 | englischer Titel                         |
| 1   | Der wundervolle Amazia-Regenbogen               | Amazing Amazia Rainbow                   |
| 2   | Die Fuzzlings / Jetzt kochen wir                | The Fuzzlings / Now We’re Cooking        |
| 3   | Der schlecht gelaunte Vulkan / Die Schattenshow | Grumpy Volcano / Shadow Show             |
| 4   | Sternen-Staub / Popcorn-Gewitter                | Star Dust / Popcorn Storm                |
| 5   | Kristallkönigin / Seepferdchenheld              | The Crystal Queen / Seahorse Hero        |
| 6   | Verlorenes Land / Boom-Shine                    | Lost Land / Boom Shine                   |
| 7   | Die Show muss weitergehen / Die große Zug-Jagd  | The Show Must Go On / Great Train Chase  |
| 8   | Mischi-Maschi-Wunschbrunnen / Maltag            | Wishy Swishy Wishing Well / Painting Day |
| 9   | Zieh deine Tanzschuhe aus / Das Traumfloß       | Take Off Your Dancing Shoes / Dream Boat |
| 10  | Sammys Grammy / Melvins Zauberschlamassel       | Sammy’s Grammy / Melvin’s Magical Mix-up |
| 11  | Der Spaßtag                                     | Happy Jollydays                          |

### Staffel 2
| Nr. | deutscher Titel                                | englischer Titel                              |
| 12  | Das Gruselschloss / Gemhenge                   | Creepy Castle / Gemhenge                      |
| 13  | Königin Luna / Wolkig mit Aussicht auf Ballons | Queen Luna / Cloudy With A Chance Of Balloons |
| 14  | Das perfekte Picknick / Der Blubberschnupfen   | Perfect Picnic / Bad Bubble Blues             |
| 15  | Der große mächtige Karoo / Fellinocchio        | Karoo The Great And Powerful / Fellinocchio   |
| 16  | Licht! Kamera! Sammy! / Wie verhext            | Lights Cameras Sammy / Tricky Situation       |